# Bomberos de Venezuela
Los Bomberos en Venezuela poseen una larga e interesante trayectoria, que inicia con el primer Cuerpo de Bomberos del país en Maracaibo en 1882 y que ha ido evolucionando con diferentes hitos como la fundación del Primer Cuerpo de Bomberos Universitarios el 10 de marzo de 1960 con el Cuerpo de Bomberos Voluntarios Universitarios de la Universidad Central de Venezuela (Cbvucv), la creación de la Universidad Nacional Experimental de la Seguridad (UNES), la Ley de Bomberos de 2001 y la Ley Orgánica de Bomberos de 2015, entre otros. 

## Historia
El Diccionario de Historia de Venezuela afirma que: "Las primeras informaciones sobre la creación de un cuerpo de bomberos en Venezuela se remontan a 1882, y al parecer fue Maracaibo la primera ciudad del país que hizo posible esta iniciativa, lo cual se corrobora por un suelto de La Voz Pública, (Valencia, 6.12.1882)" 
En el año 2001, se promulga el Decreto Nº 1.533 - Decreto Con Fuerza De Ley De Los Cuerpos De Bomberos Y Bomberas Y Administración De Emergencias De Carácter Civil. Lo que marca un hito en la historia bomberil, al dársele importancia y tener una Ley especial. De hecho, en el preámbulo de esta Ley, se establece: "La Constitución de 1999, en sus artículos 55 y 332 incorpora el concepto de seguridad ciudadana e incluye a los Cuerpos de Bomberos y Bomberas y Administración de Emergencias de carácter civil como órganos de seguridad ciudadana. La urgente necesidad de conformar y reforzar los órganos de seguridad ciudadana para dar cabal cumplimiento al mandato constitucional, hizo posible que la Asamblea Nacional habilitara al Presidente de la República para Dictar Decretos con Fuerza de Ley, entre otros, el referido a la reforma de la Ley del Ejercicio de la Profesión de Bombero." 
El 13 de febrero de 2009, se crea la Universidad Nacional Experimental de la Seguridad (UNES), que pasa a profesionalizar a los Bomberos e inicia con un Programa de Formación Bomberil, para octubre de 2024 contaba con formaciones en como:  
- Programa de Formación Nacional en Ciencias del Fuego y Seguridad Contra Incendios[2]
- Diplomado en Desarrollo de Competencia para el Servicio de la y el Bombero Aeronáutico[3]
- Programa de Formación de Grado en Ingeniería Estructural en Seguridad y Protección Contra Incendios[4][5]
- Programa Nacional de Formación Bomberil en Emergencia Pre hospitalaria[6]

En cuanto al tema legal, en el año 2015, fue actualizada la Ley, con la novedad de tener una jerarquía de Orgánica y se promulga la Ley Orgánica del Servicio de Bombero y de los Cuerpos de Bomberos y Bomberas y Administración de Emergencia de Carácter Civil en Gaceta Oficial Número 6207 de fecha 28 de diciembre de 2015. 
En esta Ley, se establece que el Órgano Rector del Servicio de Bombero es la Dirección General Nacional de Bomberos y Bomberas 

## Cuerpos de bomberos

### Especialidades
Existen diferentes especialidades de bomberos en Venezuela.  
Urbanos: son los especialistas en la prevención, protección, extinción e investigación de incendios y otros siniestros, así como la atención primaria de las emergencias u otros eventos generadores de daños en áreas urbanas, rurales, Industriales, ferroviarias, comerciales y demás infraestructuras desarrolladas en una población. Además, podrán tener programas de atención primaria de emergencias de acuerdo a la vulnerabilidad, amenaza y riesgos presentes en su ámbito territorial.    
Aeronáuticos: son los especialistas en prevención, protección, extinción e Investigación de Incendios y otros siniestros, así como la atención primaria de las emergencias u otros eventos generadores de daños en aeronaves, aeropuertos y sus instalaciones.     
Marinos: son los especialistas en la prevención, protección, extinción e Investigación de Incendios y otros siniestros, así como la atención primaria de las emergencias u otros eventos generadores de daños en naves, buques, puertos y sus instalaciones; así como en espacios acuáticos.    
Forestales: son los especialistas en prevención, protección, extinción e Investigación de incendios y otros siniestros, así como la atención primaria de las emergencias u otros eventos generadores de daños en áreas verdes, parques nacionales y áreas bajo régimen especial.  

### Categoría
Hay diferentes categorías

### Algunos Cuerpos de Bomberos de Venezuela
- Cuerpo de Bomberos Universidad Central de Venezuela
- Cuerpo de Bomberos de Valencia Carabobo
- Cuerpo de Bomberos del Distrito Capital
- Bomberos Universitarios UNEG

## Jerarquías
Según la Ley Orgánica de Bomberos, las jerarquías bomberiles en Venezuela son (de menor a mayor jerarquía):
- Bombero Raso
- Distinguido de Bombero
- Cabo Segundo de Bombero
- Cabo Primero de Bombero
- Sargento Segundo
- Sargento Primero de Bombero
- Sargento Mayor de Bombero
- Teniente de Bombero
- Primer Teniente de Bombero
- Capitán de Bombero
- Mayor de Bombero
- Teniente Coronel
- Coronel de Bombero
- General de Bombero
- Primer General o Primera Generala de Bombero.

### Tropa
| Jerarquía   | Raso | Distinguido |
| Abreviación | Bro  | Dtgdo       |
| ----------- | ---- | ----------- |
| Diseño      |      |             |

### Clases
| Jerarquía   | Cabo Segundo             | Cabo Primero |
| Abreviación | Cbo.2do.                 | Cbo.1ero     |
| ----------- | ------------------------ | ------------ |
| Diseño      | Cabo Segundo de Bomberos |              |

### Suboficiales
| Jerarquía   | Sargento Segundo | Sargento Primero | Sargento Mayor |
| Abreviación | Sgto.2do.        | Sgto.1ero        | Sgto.May       |
| ----------- | ---------------- | ---------------- | -------------- |
| Diseño      |                  |                  |                |

### Oficiales subalternos
| Jerarquía   | Teniente | Primer Teniente | Capitán |
| Abreviación | Tte.     | Ptte.           | Cap.    |
| ----------- | -------- | --------------- | ------- |
| Diseño      |          |                 |         |

### Oficiales superiores
| Jerarquía   | Mayor | Teniente Coronel | Coronel |
| Abreviación | May.  | TCnel.           | Cnel.   |
| ----------- | ----- | ---------------- | ------- |
| Diseño      |       |                  |         |

### Oficiales generales
| Jerarquía   | General | Primer General |
| Abreviación | Gral.   | Pgral.         |
| ----------- | ------- | -------------- |
| Diseño      |         |                |

## Organización
Cada Cuerpo de Bomberos tiene una organización diferente, aunque la Ley Orgánica establece algunos principios y preceptos como la Inspectoría General de los Servicios.   
Igualmente, las diferentes especialidades y categorías pueden tener variadas jurisdicciones, áreas de adscripción y dependencia, etc. Por ejemplo, hay Cuerpos de Bomberos Municipales y otros estadales, por su parte existen Bomberos Marinos y Aeronáuticos; y Bomberos Universitarios que sirven a una comunidad universitaria.   

## Brigada infantil y juvenil de bomberitos
Algunas instituciones cuentan con una brigada infantil y juvenil de bomberitos que entrena a niños y jóvenes en materias similares a los temas de la profesión bomberil, algunos ejemplos son el Cuerpo de Bomberos UCV que tiene la Brigada Juvenil: Cdte. (F.) David Guía.
- Algunos Cuerpos de Bombros con Brigada Juvenil de Bomberitos
- Cuerpo de Bomberos UNELLEZ Barinas
- Cuerpo de Bomberos UNELLEZ Portuguesa
- Cuerpo de Bomberos UNEXPO Barquisimeto
- Cuerpo de Bomberos UNEXPO Carora
- Cuerpo de Bomberos UNEXPO Puerto Ordaz
- Cuerpo de Bomberos UNEG
- Cuerpo de Bomberos UPEL Maturín
- Cuerpo de Bomberos UBV Monagas
- Cuerpo de Bomberos UC
- Cuerpo de Bomberos UCV Caracas
- Cuerpo de Bomberos del Distrito Capital

## Unidades
Son muy variadas las Unidades de Bomberos en Venezuela, igualmente la dotación ha variado a lo largo de la historia. Un hito fue cuando, a través del famoso "Convenio España" se logró una importante dotación, en especial para el Cuerpo de Bomberos del Distrito Capital.  
Algunas instituciones incluso cuentan con botes o lanchas, brigadas motorizadas y brigadas ciclísticas. 

## Mujeres comandantes
[editar código · editar]
Resaltan las mujeres que han sido comandantes de Cuerpos de Bomberos en Venezuela. Se pueden mencionar:
- 1982 - Norka Rojas - Bomberos UCV Maracay
- 1990 - 1991 - Rosalba Lira - Bomberos UCV Caracas
- 1996 - 1997 - Haide Aldazoro – Bomberos UNEXPO Barquisimeto
- 1997 - Oneida Fuentes Cedeño – Bomberos Municipio Caroní, Ciudad Guayana
- 2000 - 2019 – Juana Palma – Bomberos UDO
- 2000 - 2001 - Adamis Garrido – Bomberos USB
- 2001 - Francisca Coromoto Camacho Montilla – Bomberos Boconó
- 2000 - Betty Urdaneta - Bomberos Jesús Enrique Lossada, Zulia
- 2004 - 2005 - Janeh Muñoz - Bomberos UCV Caracas
- 2004 - 2005 - Flor Felipa Ramírez – Bomberos Miranda
- 2005 - 2006 - Raquel Girón - Bomberos UCV Caracas
- 2005 - 2006 Souraya Rivas – Bomberos USB
- 2005 - 2007 Iraima Medina - UPEL Maracay
- 2006 - 2008 - Janeh Muñoz - Bomberos UCV Caracas
- 2006 - 2008 - Ana María Mayz – Bomberos USB
- 2006 - 2010 Flor Cinco IUTEMAR
- 2005 - Francy María Figuera de Morales - Bomberos Distrito Capital
- 2010 - 2013 - María Díaz Aranguren – Bomberos UNERG
- 2011 - 2012 Margarita España - Bomberos UPT Pedro Camejo
- }2012 - 2015 Flor Falcón – Bomberos Yaracuy
- 2013 - 2014 Mema Mendoza – Bomberos Jesús María Semprum, Zulia.
- 2013 - 2015 Nelia Oropeza - Bomberos UCV Maraca
- 2015 - Rosaura Navas - Bomberos Distrito Capital
- 2015 - Actual - Aidee Villa - Bomberos Trujillo
- 2015 (Fecha por confirmar) – Radha Cabellos – Bomberos UPTOS
- 2015 - 2016 - Kristel Martínez P. – Bomberos USB
- 2010 - 2011 - Brielida Rivero – Bomberos UCV Caracas
- 2016 - 2017 - Damelis Cardozo - Bomberos UCV Caracas
- 2017 - 2018 - Alviss Aldana – Bomberos Mérida
- 2017 - 2018 - María Rosario Alanís - Bomberos UCV Caracas
- 2018 Mema Mendoza – Bomberos Jesús María Semprum, Zulia.
- 2018 - 2019 - María Rosario Alanís - Bomberos UCV Caracas
- 2019 - 2024 - Yanet Calderón - Bomberos Mérida
- 2021 - Actual - Laura Gerardi González - Bomberos Miranda

Con fecha desconocida:
- Zurimar Arveláez – Bomberos Pilar Edo Bolivar
- Verónica Villalba -  Bomberos Catatumbo, Zulia

Otros datos curiosos de mujeres bomberas:
1. La Dra. Inghar Janeth Muñoz Díaz de Bombros UCV es la bombera universitaria que llega a la jerarquía de Coronel de Bomberos
2. Francy María Figuera de Morales, del Cuerpo de Bomberos del Distrito Capital  fue la primera mujer bombera en ser Generala de Bomberos.
3. Rosaura Navas del Cuerpo de Bomberos del Distrito Capital, fue la primera mujer bombera en ser Primera Generala de Bomberos y Viceministra de Gestión de Riesgos.
4. Primera promoción femenina de los bomberos del Distrito Federal el 22 de agosto de 1975